# 海吉克斯 (亞利桑那州)
海吉克斯（英語：Highjinks）是位於美國亞利桑那州皮納爾縣的一個非建制地區。該地的面積和人口皆未知。

## 地理
海吉克斯的座標為32°34′16″N 110°44′18″W / 32.57111°N 110.73833°W，而該地的平均海拔高度為525米（即1722英尺）。